# Agrotis syricola
Agrotis syricola är en fjärilsart som beskrevs av Corti och Max Wilhelm Karl Draudt 1933. Agrotis syricola ingår i släktet Agrotis och familjen nattflyn. Inga underarter finns listade i Catalogue of Life.